# Sognefjord

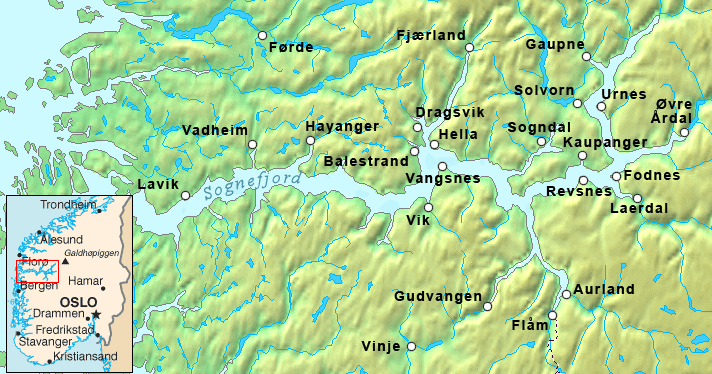
Mapa oblasti Sognefjord

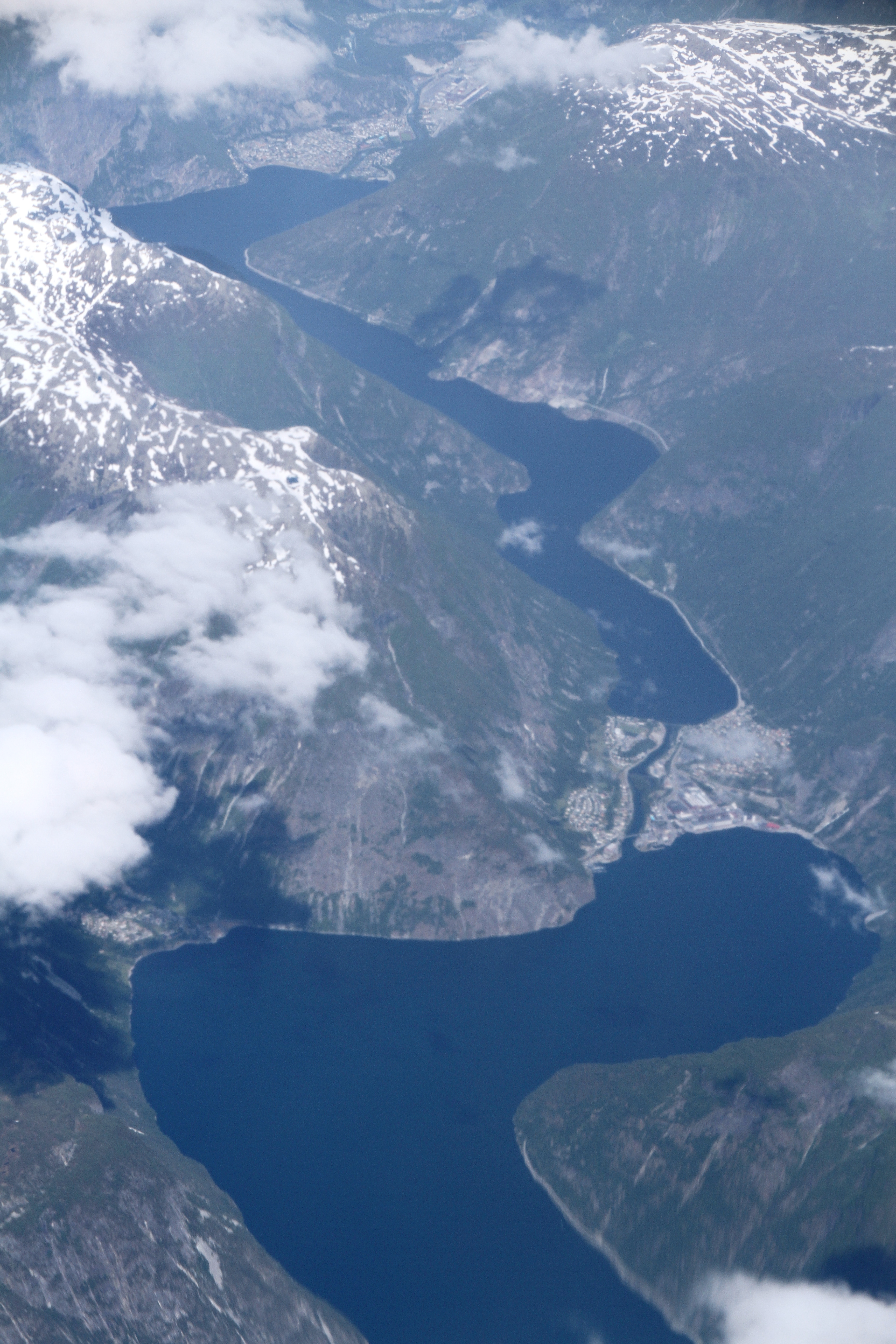
Letecký pohled

Sognefjord (též Sognefjorden) je nejdelší fjord v Norsku a druhý nejdelší fjord na světě. Nachází se v kraji Vestland. Jméno je odvozeno z názvu historické oblasti Sogn.
Sognefjord dosahuje délky 205 km a hloubky až 1308 m. Je tedy zároveň nejhlubším norským fjordem. Průměrná šířka zálivu činí 4500 m. Strmé skalní stěny jsou místy vysoké i více než 1700 m.
Z hlavního fjordu se odděluje množství menších zářezů, například Lustrafjord, Årdalsfjord, Lærdalsfjord, Esefjord, Fjærlandsfjord, Norafjord, Aurlandsfjord nebo Nærøyfjord.
Přilehlé obce významnou měrou žijí z cestovního ruchu. Turisty přitahuje nejen příroda a fjord samotný, ale také řada historických památek v okolí.